# 테오도라 (9세기)

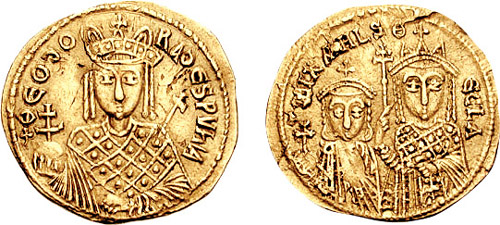
테오도라와 그녀의 아들인 미하일 3세

테오도라(그리스어:Θεοδώρα, 생몰년 미상)은 830년부터 856년까지 동로마 제국의 황후이자 아우구스타였다.
파플라고니아 출신으로 뛰어난 미모를 가지고 있었던 테오도라는 황제 미하일 2세에 의해 아들인 테오필로스의 아내로 발탁되었고, 나중에 테오필로스가 황제가 되자 황후가 되었다. 남편 테오필로스가 성상파괴주의자였지만, 테오도라는 성상옹호론자였는데, 남편 몰래 성상을 공경했다고 한다. 842년 남편이 죽자 두 살짜리 아들 미하일 3세가 황제가 되었고, 황제의 어머니로서 아들을 대신하여 통치를 시작했다.
통치자가 되자 그녀는 신중히 성상 공경을 복권시키려고 삼촌 세르기우스 니케티아네스, 오빠 바르다스, 궁정신하인 테옥티스투스와 함께 작업에 들어갔는데, 843년 열열한 성상파고론자인 콘스탄티노폴리스 총대주교 요한을 몰아내고 3월 11일 성상 공경을 복원시켰다. 이 날은 아직도 동방 정교회의 축일로 기념된다.
그녀의 통치 기간 동안 또 하나의 주목할 만한 일은 바로 기독교 분파인 파울리키아파를 이단으로 몰아 대대적으로 박해한 일이다. 그녀는 궁정대신 테옥티스토스와 손잡고 박해에 나섰다. 성상파괴주의였던 파울리키아파는 성상 공경이 복권되자 약 10만 명이 학살당했고, 재산과 토지가 몰수 되었다. 이들은 금욕적이고 독실한 기독교인이었지만, 동로마 제국 역사상 전무후무한 대대적인 학살로 이슬람 칼리파에게 넘어가 제국의 적이 되고 말았으며, 나중에 보고밀파, 카타르파에 그 영향을 미쳤다.
한편, 성인으로 성장한 미하일 3세는 어머니와 테옥티스토스의 영향에서 벗어나서 삼촌 바르다스와 손잡고 855년 11월 20일 테옥티스토스를 제거하고, 이듬해에는 어머니 테오도라를 궁정에서 몰아내었다.